# Aeroporto regionale dell'Arkansas nord occidentale
L'aeroporto regionale del nord-ovest Arkansas  è un aeroporto situato ad Highfill, in Arkansas, negli Stati Uniti d'America.